# Псефология
Псефология (от др.-греч. ψῆφος, «галька», которую греки использовали для голосования) — наука, изучающая выборы и голосования с помощью методов статистического анализа. С этой целью используются различные данные, такие как: результаты экзит-поллов, статистику предыдущих лет, финансовые затраты на предвыборные кампании и аналогичные статистические данные. Псефология пытается как прогнозировать, так и объяснять результаты выборов.
Термин был придуман в Великобритании в 1948 году штландским философом У. Ф. Р. Харди после того, как британский историк и друг Харди Р. Б. Маккаллум попросил слово для описания изучения выборов. Первое задокументированное использование в письменной форме зафиксировано в 1952 году..

## Этимология
Термин происходит от греческого слова, означающего «камешек», «гальку», поскольку древние греки использовали их для голосования. (Аналогично, слово «баллот» произошло от средневекового французского слова «ballotte», означающего небольшой мяч.)

## Описание
Псефология — раздел политологии, который занимается экспертизой и статистическом анализом результатов выборов и опросов. Люди, которые практикуют псефологию, называются псефологами.
Несколько основных инструментов, которые использует псефолог, — это исторические данные о голосовании на избирательных участках и опросов общественного мнения, информация о финансировании избирательных кампаний и другие связанные данные. Псефология может использоваться как для прогнозирования результатов голосования, так, в частности, для анализа результатов выборов по текущим показателям. Например, индекс Галлахера показывает непропорциональность или несоответствие между долями голосов, поданных за политические партии на выборах, и долями мест, полученных ими в представительных органах, а индекс партийности голосования Кука показывает склонность избирателей к голосованию за ту или иную партию.
Степени по псефологии не предлагаются (вместо этого псефолог может иметь степень по политологии и/или статистике). Знание демографии, статистического анализа и политики (особенно избирательных систем и поведения избирателей) важны для псефологии.

## Известные псефологи
- Аллан Лихтман, автор книги «Ключи к Белому дому» 1996 года о системе предсказания результатов выборов президента США
- Эндрю Таненбаум и Кристофер Бейтс, которые вместе ведут ежедневный сайт election-vote.com, который отслеживает предвыборные опросы в США
- Майк Галлахер[англ.], разработал индекс Галлахера
- Нейт Сильвер[англ.], основатель сайта FiveThirtyEight[англ.]
- Чарли Куком[англ.], издатель The Cook Political Report, разработал индекс партийности голосования
- Дэвид Батлер[англ.] и Роберт Маккензи[англ.], совместно разработали свингометр[англ.], который показывает влияние перехода избирателей от одной партии к другой на результаты выборов[6].
- Фрэнк Ланц[англ.] получил первую в истории докторскую степень по технологии проведения выборных кампаний в Тринити-колледже[7][8] и получил награду Washington Post Crystal Ball за самые точные опросы[9]
- Томас Фергюсон, разработал инвестиционную теорию партийной конкуренции